# Escassefort

Escassefort este o comună în departamentul Lot-et-Garonne din sud-vestul Franței. În 2009 avea o populație de 563 de locuitori.

## Evoluția populației
| An        | 1975 | 1982 | 1990 | 1999 | 2006 | 2009 |
| --------- | ---- | ---- | ---- | ---- | ---- | ---- |
| Populație | 512  | 424  | 540  | 556  | 561  | 563  |